# 横浜市立六浦南小学校
横浜市立六浦南小学校（よこはましりつ むつうらみなみしょうがっこう）は、神奈川県横浜市金沢区六浦南3丁目にある市立小学校。

## 概要
1991年に開校。博多一風堂が協力を受けて、生徒と保護者が一緒に餃子作りに挑戦する体験学習を実施している。

## 沿革
出典
- 1991年（平成3年）
  - 4月 - 開校。
  - 11月 - 校章制定。
  - 12月 - 校旗制定。
- 1992年（平成4年）2月 - 校歌制定。
- 1993年（平成5年）10月 - 縦割り活動開始。
- 1994年（平成6年）12月 - 父母と教職員の会「南の会」発足。
- 1995年（平成7年）
  - 5月 - 国際理解教室開始。
  - 6月 - 開校記念マスコット（ピンクペンギン）誕生。
- 1996年（平成8年）
  - 4月 - 個別支援学級開設。
  - 6月 - ピンクペンギンに「ペンサー」と命名、弟の「ハード」誕生。
- 1997年（平成9年）6月 - ペンサー、ハードの弟「サード」が誕生。
- 1998年（平成10年）12月 - 「南の会」規約改正により推薦委員会発足。防災備蓄庫二棟設置。
- 1999年（平成11年）12月 - 「南の会」市P連、区P連加盟決定。
- 2000年（平成12年）
  - 3月 - PTA「南の会」に名称変更。
  - 6月 - はまっ子ふれあいスクール開設。
- 2008年（平成20年）6月 - 金沢区制六十周年記念航空写真撮影。
- 2010年（平成22年）10月 - 創立20周年記念式典挙行。
- 2021年（令和3年）10月14日 - 新型コロナウイルス感染拡大の影響と悪天候で延期された創立30周年記念式典挙行[4]。

## 通学区域と進学先中学校
出典

### 通学区域
- 金沢区
  - 六浦町（2009番地～2026番地、2027番地1号～2039番地、2137番地2号～2147番地1号、2150番地～2171番地1号、2178番地～2180番地46号、2180番地48号～2180番地60号、2180番地67号、2180番地69号～2180番地72号、2180番地75号～2183番地、2185番地～2203番地、2204番地1号～2238番地、2240番地～2269番地、2272番地～2279番地、2281番地～2283番地）
  - 六浦東3丁目（14番、15番7号～15番17号、16番10号、16番12号～16番19号）
  - 六浦南1丁目（1番1号～1番23号、2番～11番6号、11番11号～11番21号、12番1号～12番21号、13番1号～13番10号、13番32号～13番35号、25番1号～25番13号）
  - 六浦南2丁目（1番～11番、13番、14番、15番8号～15番12号、15番17号～15番51号、16番～47番）
  - 六浦南3丁目（全域）
  - 六浦南4丁目（全域）
  - 六浦南5丁目（全域）
- なお、下述の通り横須賀市との市境線に近いため、横須賀市立鷹取小学校の学区である横須賀市湘南鷹取5丁目の一部では、鷹取小学校より本校の方が近い地域がある。

### 進学先中学校
公立中学校に進学する場合
- 横浜市立六浦中学校
  - 六浦東3丁目（14番、15番7号～15番17号、16番10号、16番12号～16番19号）、六浦南1丁目（1番1号～1番23号、2番～11番6号、11番11号～11番21号、12番1号～12番21号、13番1号～13番10号、13番32号～13番35号、25番1号～25番13号）、六浦南2丁目（13番4号～13番42号、14番1号～14番31号、15番17号～15番51号、16番～17番30号、18番、19番23号～19番26号、20番37号、20番39号、34番～36番、37番8号～37番11号、37番36号～37番58号）、六浦南3丁目（1番～5番）から通う児童の進学先中学校
- 横浜市立大道中学校
  - 上述の六浦中学校の通学区域を除く地域から通う児童の進学先中学校

## 著名な卒業生
- 矢野喬子（元女子サッカー選手）

## 周辺
- 六浦南コミュニティハウス - 同一建物内
- 公文式六浦南小前教室
- 六浦ひなぎく公園 - 横浜市道をはさんで、校地北側に隣接。
  - 六浦ひなぎく公園以外の公園も点在。
- 六浦スポーツ広場
- なお、校地のすぐ南側は、横須賀市との市境線となっている。また、逗子市との市境線も近い。

## 交通アクセス
- 京浜急行バス「六1」・「六2」・「六3」・「六4」（六浦駅循環線）で、「六浦南小学校」停留所下車。
- 京浜急行電鉄逗子線六浦駅より、
  - 徒歩約1.1km・約17分。
  - 上述の京浜急行バスに乗車し、「六浦南小学校」停留所下車。

## 著名な出身者
- 渡邊佳明（プロ野球選手）